# Yarmouth (Maine)
Yarmouth és una població dels Estats Units a l'estat de Maine (EUA). Segons el cens del 2000 tenia 8.360 habitants.

## Demografia
Segons el cens del 2000, Yarmouth tenia 8.360 habitants, 3.432 habitatges, i 2.306 famílies. La densitat de població era de 242 habitants/km².
Dels 3.432 habitatges en un 0% hi vivien nens de menys de 18 anys, en un 57,2% hi vivien parelles casades, en un 7,7% dones solteres, i en un 32,8% no eren unitats familiars. En el 27,4% dels habitatges hi vivien persones soles el 10,7% de les quals corresponia a persones de 65 anys o més que vivien soles. El nombre mitjà de persones vivint en cada habitatge era de 2,41 i el nombre mitjà de persones que vivien en cada família era de 2,96.
Per edats la població es repartia de la següent manera: un 24,6% tenia menys de 18 anys, un 5,4% entre 18 i 24, un 26,3% entre 25 i 44, un 29% de 45 a 60 i un 14,6% 65 anys o més.
L'edat mediana era de 42 anys. Per cada 100 dones de 18 o més anys hi havia 86,6 homes.
La renda mediana per habitatge era de 58.030 $ i la renda mediana per família de 73.234 $. Els homes tenien una renda mediana de 48.456 $ mentre que les dones 34.075 $. La renda per capita de la població era de 34.317 $. Entorn del 4% de les famílies i el 4,4% de la població estaven per davall del llindar de pobresa.